# Katarina-Amalija Nizozemska
Katarina-Amalija, princesa Oranska (polno ime Catharina-Amalia Beatrix Carmen Victoria), * 7. december 2003, Haag.
Katarina-Amalija je najstarejši otrok kralja Willema-Alexandra in kraljice Máxime. Princesa je prestolonaslednica na prestol kraljevine Nizozemske, ki vključuje države Nizozemsko, Curaçao, Arubo in Sveti Martin, ko je njen oče 30. aprila zasedel prestol.

## Rojstvo
Princesa Katarina-Amalija Beatrika Karmen Viktorija se je rodila 7. decembra 2003 ob 17:01 v HMC Bronovo v Haagu kot prvi otrok takrat princa Willema-Alexandra in princese Máxime. Njeno rojstvo je bilo obeleženo s 101 pozdravni streli, ki so bili izstreljeni na štirih krajih v kraljevini: v Den Heldru in Haagu na Nizozemskem, v Willemstadu v Curaçau in v Oranjestadu na Arubi.
Katarina-Amalija je bila krščena 12. junija 2004. Njeni botri so njen stric princ Constantijn, Viktorija, švedska prestolonaslednica, Herman Tjeenk Willink, Samantha Deane, njen stric Martín Zorreguieta in Marc ter Haar. Njenima starima staršema po materini strani, Jorgu Zorreguieti in Maríi del Carmen Cerruti Carricart, se ni bilo dovoljeno udeležiti poroke njenih staršev leta 2002 zaradi Zorreguietove vpletenosti v režim Jorgeja Rafaela Videle, vendar sta bila prisotna pri njenem krstu, ki je bila zasebna in ne državna afera.

## Življenje in izobrazba
Princesa Katarina-Amalija ima dve mlajši sestri, princeso Alexio (rojena leta 2005) in princeso Ariane (rojeno leta 2007). S starši in eno od sester živi v palači Huis ten Bosch v Haagu.
Katarina-Amalija je 10. decembra 2007 začela obiskovati javno osnovno šolo Bloemcampschool v Wassenaarju. Avgusta 2015 je začela obiskovati neodvisno protestantsko gimnazijo Christelijk Gymnasium Sorghvliet v Haagu, ki jo jo obiskovala tudi njena teta princesa Laurentien. Šolanje tam je zaključila junija 2021 in se odločila, da si bo vzela enoletni študijski odmor in se hkrati odklonila svoji pravici do prejema 1,6 milijona evrov letno v tem časovnem obdobju, saj ji to "ne bi bilo prijetno, dokler ne storim nič v zameno".
Njeni rojstni dnevi so tradicionalno praznovani s koncertom v Kloosterkerku v Haagu, ki se ga udeležijo veleposlaniki in člani kraljevskega gospodinjstva in državnega sveta Nizozemske. Princesa govori nizozemščino, angleščino in španščino. Poleg tega se je učila mandarinščino.
Na njen sedmi rojstni dan je Peter Hartman po Katarini-Amaliji poimenoval Douglas C-47 Skytrain, ki je bil nekoč v lasti njenega pradeda, princa Bernharda Lippško-Biesterfeldskega. Princesa se slovesnosti poimenovanja ni mogla udeležiti zaradi šolskih obveznosti.
Kraljica Beatrix je abdicirala 30. aprila 2013 in oče Katarine-Amalije je zasedel prestol. Katarina-Amalija je kot nova prestolonaslednica prevzela naziv princese Oranske in postala prva, ki je ta naziv dobila v svoje lastno ime. Dne 8. decembra 2021, ko je postala polnoletna, je princesa prevzela sedež v svetovalnem oddelku državnega sveta Nizozemske.

## Nazivi
- 7. december 2003 – 30. april 2013: Njena kraljeva visokost princesa Katarina-Amalija Nizozemska, princesa Oransko-Nassauska[21]
- 30. april 2013 – danes: Njena kraljeva visokost princesa Oranska, princesa Nizozemska, princesa Oransko-Nassauska[21]

Kot njeni sestri, se je Katarina-Amalija rodila kot princesa Nizozemske in princesa Oransko-Nassauska. Ko je postala prestolonaslednica, je postala tudi princesa Oranska. Ta naziv je dinastični in je uporabljen brez njenega imena.